# Der Goldschmied und der Dieb
Der Goldschmied und der Dieb ist ein Kinder- und Jugendroman von Tonke Dragt.
Die Geschichte erzählt von den Zwillingsbrüdern Jiacomo und Laurenzo, die sich zum Verwechseln ähnlich sehen, charakterlich aber völlig verschieden sind. Die  beiden sind bis zum Tode ihrer Eltern unzertrennlich, gehen danach aber verschiedene Wege. So erlernt Laurenzo das Handwerk eines Goldschmieds, während Jiacomo zu einem Meisterdieb in die Lehre geht. Bis zu ihrem ersten Wiedersehen nach einem Jahr, ergeben sich viele Abenteuer und Verwechslungsgeschichten, die schließlich darin münden, dass die beiden zu den Königen von Tirania werden.
Die Originalausgabe erschien 1961 unter dem Titel Verhalen van de tweelingbroers: vrij naar Babinase balladen. Die erste deutsche Ausgabe, die von Liesel Linn aus dem Niederländischen übersetzt wurde, erschien 1986 im Verlag Freies Geistesleben (ISBN 3-7725-0856-1), der es heute in dritter Auflage (2001) noch immer vertreibt. Eine weitere Ausgabe erschien im Jahre 2001 im Beltz-Verlag, deren aktualisierte, zweite Auflage aus dem Jahre 2006 stammt. (ISBN 3-407-78937-8). Darüber hinaus wurde im Jahre 2006 ein fünfstündiges Hörbuch, gelesen von Konstantin Graudus, veröffentlicht.

## Rezeptionsgeschichte
Aufgrund des moralischen Anspruchs des Buches, das für Toleranz und Akzeptanz von Andersartigkeit wirbt, ist es von verschiedenen Schulen in Lehrpläne und Bibliotheken aufgenommen worden. Darüber hinaus empfiehlt die Diözese Linz das Werk.